# Branisko (Gebirge)

Branisko innerhalb der inneren Westkarpaten

Das Branisko ist ein kleiner Gebirgszug in den inneren Westkarpaten im Osten der Slowakei, der die traditionellen Landschaften Zips und Šariš voneinander trennt. Das Gebirge erstreckt sich von Norden nach Süden. Seine Länge beträgt max. 18 km; die Breite variiert von 3 bis 8 km. Die höchsten Gipfel sind die Smrekovica (1200 m n.m.) im Nordteil und die Sľubica (1129 m n.m.) im Südteil.
Das Branisko grenzt an folgende geomorphologische Einheiten: die Leutschauer Berge (Levočské vrchy) und Spišská kotlina im Westen und Norden, Bachureň im Nordosten, Šarišská vrchovina im Osten und über den Fluss Hornád an Čierna hora (Teil des Slowakischen Erzgebirges) im Süden. Das ganze Gebirge gehört zum Einzugsgebiet des Hornád.
In höheren Lagen wächst Kiefern- und Fichten-Nadelwald, während weiter tiefer Mischwald mit Linden, Eichen und Hainbuchen dominiert.
Durch das Gebirge verläuft zurzeit der längste slowakische Autobahntunnel, der Branisko-Tunnel (4975 m lang).